# Dendrobium dionaeoides
Dendrobium dionaeoides är en orkidéart som beskrevs av Johannes Jacobus Smith. Dendrobium dionaeoides ingår i släktet Dendrobium, och familjen orkidéer. Inga underarter finns listade i Catalogue of Life.